# Předín
Předín (en allemand : Pröding) est une commune du district de Třebíč, dans la région de Vysočina, en République tchèque. Sa population s'élevait à 682 habitants en 2024.

## Géographie
Předín se trouve à 15 km à l'ouest- sud-sud-ouest de Třebíč, à 23 km au sud-sud-est de Jihlava et à 158 km au sud-est de Prague.
La commune est limitée par Kněžice au nord, par Heraltice, Pokojovice, Chlístov et Štěměchy à l'est, par Lesná et Želetava au sud, et par Sedlatice et Opatov à l'ouest.

## Histoire
La première mention écrite de la localité date de 1353.

## Administration
La commune se compose de trois sections :
- Hory
- Předín

## Transports
Par la route, Předín se trouve à 20 km de Třebíč, à 26 km de Jihlava et à 164 km de Prague.